# ニッキ寒天

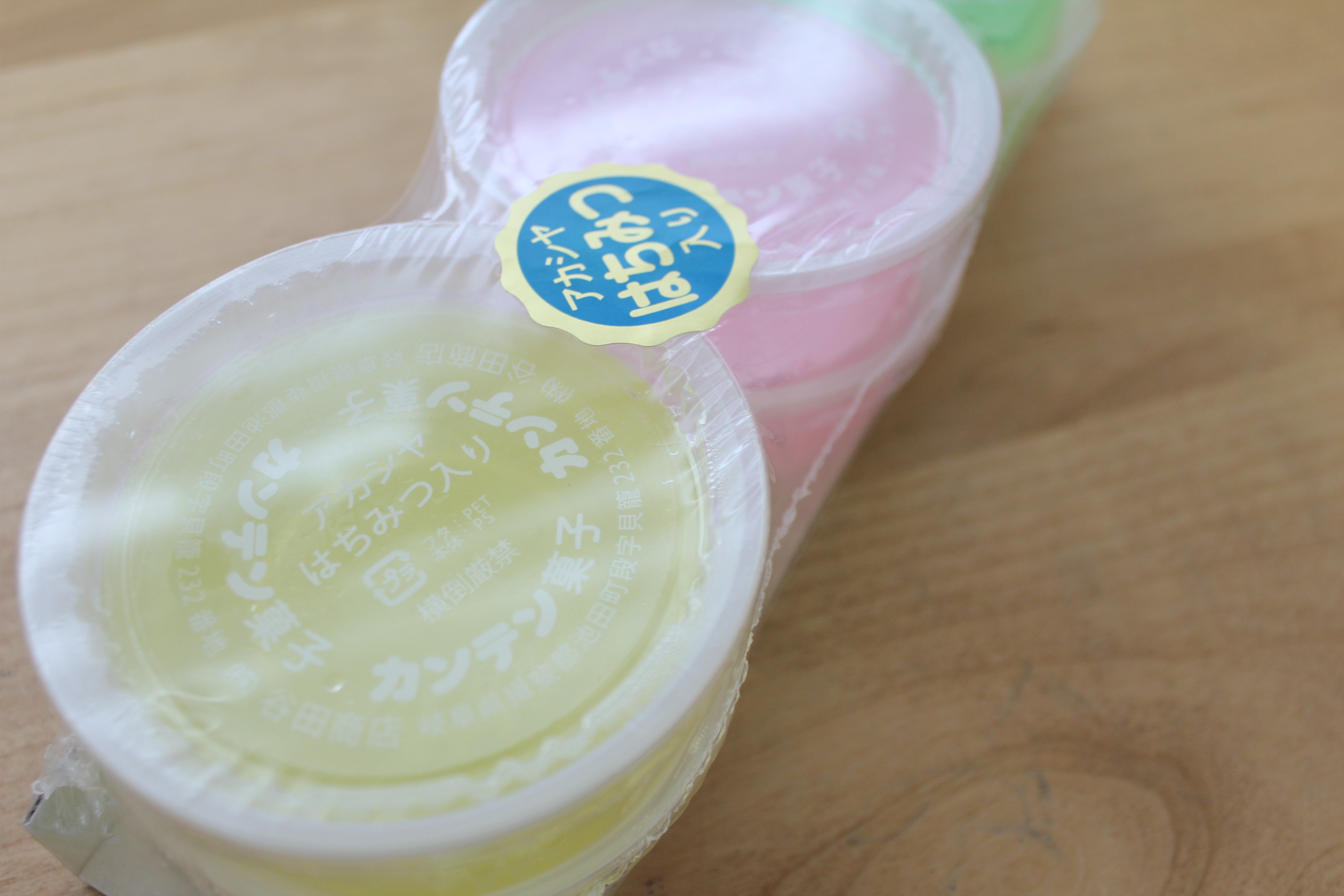
ニッキ寒天 (日本 岐阜県の郷土菓子)

ニッキ寒天（にっきかんてん）は、おもに岐阜県美濃地方にて生産される岐阜県の郷土菓子・和生菓子のひとつ。岐阜県の商店やスーパーマーケットにて販売され、愛知県においても岐阜県と比較すると少量の入荷ではありながら、流通されている。

## 概要
煮溶かした寒天に、シナモン（ニッキ）と、糖やハチミツで甘みをつけた菓子。色は、透明なピンク・緑・黄色とカラフルに着色しているものもあれば、無着色の無色透明なものもある（※なお、どの色も味は全部同じである）。シナモンは、ピリッとしたアクセントのみならず防腐剤の役割を果たしており、寒天を使用しているためカロリーも100gあたり70kcal程度と低カロリーである。
2014年7月10日の日本テレビ系列「秘密のケンミンSHOW」では、野口五郎によって「僕の故郷の味」と紹介され、「岐阜県民のソウルフード」と称され地域では親しまれる。

### 注意
ハチミツ入りニッキ寒天は、1歳児未満の乳児には与えないこと（乳児ボツリヌス症に罹患するリスクがあるため）。

## その他
愛知県名古屋市昭和区に本社を構える「野田製菓」も「ストロー寒天」として、ストローの中にニッキ寒天を入れて発売していた。
四国、九州では、ニッキ水が人気を博していた。

## おもなニッキ寒天の製造メーカー
いずれも岐阜県下のメーカーである。
- カネマタ食品工業（揖斐郡揖斐川町）[6]
- 谷田商店（揖斐郡池田町）[7]
- 辻兼食品工業株式会社（羽島郡笠松町）[8]
- 牧田食品工業「牧田蒟蒻店」（多治見市）
- 清味堂（岐阜市）[9] - 月星カンテン菓子
- 有限会社山留童子 小澤商店 （岐阜市）[10]
- 丸大産業企業組合（羽島郡羽島市）